# ادواردز (ایلینوی)
ادواردز (به انگلیسی: Edwards) یک منطقهٔ مسکونی در ایالات متحده آمریکا است که در شهرستان پئوریا، ایلینوی واقع شده‌است. ادواردز ۱۶۰٫۰۲ متر بالاتر از سطح دریا واقع شده‌است.